# بنجامين إف. بورتر
بنجامين إف. بورتر هو محامي وسياسي أمريكي، ولد في 1808، وتوفي في 1868. نشط حزبياً في الحزب الجمهوري. وقد انتخب عضو مجلس نواب ألاباما ‏.